# R. Umanath
R. Umanath, född 1922 i Kozhikode i Kerala, död 21 maj 2014 i Tiruchirappalli i Tamil Nadu, var en indisk kommunistisk politiker. 
Umanath flyttade till Madras (Chennai) som ung. År 1940 arresterades han i samband med rättsfallet the Madras Conspiracy Case och dömdes till 3 års fängelse. Efter den indiska självständigheten satt han i Lok Sabha 1962 - 1971 för valkretsen Pudukkottai i Tamil Nadu. Han var medlem i politbyrån i Communist Party of India (Marxist).